# Leopold von Sedlnitzky

Bischofswappen Sedlnitzkys

Leopold Sedlnitzky von Choltitz (auch Leopold Graf Sedlnitzky Odrowąż von Choltitz; Siedlnicky Odrowoncz; * 29. Juli 1787 in Geppersdorf, Herzogtum Leobschütz, Österreichisch-Schlesien oder Preußisch-Schlesien; † 25. März 1871 in Berlin) war von 1836 bis 1840 Fürstbischof von Breslau.

## Herkunft und Werdegang
Sedlnitzky entstammte dem mährisch-schlesischen Adelsgeschlecht der Sedlnitzky von Choltitz. Seine Eltern, Reichsgraf Joseph von Sedlnitzky und Maria Josepha, geborene Gräfin von Haugwitz, bestimmten ihn schon früh für die geistliche Laufbahn. Im Alter von elf Jahren erhielt er eine Domherrenstelle am Breslauer Dom, 1802 eine Kanonikerstelle an der Neißer Kollegiatkirche.
Nach der Ausbildung durch Hauslehrer studierte er ab Oktober 1804 Philosophie und Theologie an der Universität Breslau. Wegen der Bedrohung Breslaus durch die französische Armee kehrte er 1807 nach Geppersdorf zurück und setzte seine Studien privat fort. 1809 legte er das theologische Examen ab und empfing 1811 in der Breslauer Kreuzkirche die Priesterweihe durch Fürstbischof Hohenlohe.
Da er aus gesundheitlichen Gründen keine Seelsorgerstelle annehmen konnte, trat er als Assessor und Sekretär in das Bischöfliche Vikariat ein, wo er bald Anfeindungen und Verdächtigungen ausgesetzt war. Vorgeworfen wurde ihm u. a. die Mitgliedschaft in der von Johann Michael Sailer gegründeten Bibelgesellschaft, die für eine Einigung der Konfessionen auf der Grundlage biblischer Werte eintrat, wodurch sich Sedlnitzky von der katholischen Lehre entfernt habe. Wegen der Auseinandersetzungen gab er das Vikariatsamt auf und wurde königlicher Rat des Provinzialkonsistoriums beim Breslauer Oberpräsidium, das Sedlnitzkys kirchlichen Aufstieg auch weiterhin förderte.
1819 wurde er Breslauer Domkapitular, 1830 mit königlicher Unterstützung auch Dompropst. Nach dem Tod des Fürstbischofs Emanuel von Schimonsky wurde er am 18. Dezember 1832 zum Kapitularvikar ernannt.

### Bischof von Breslau

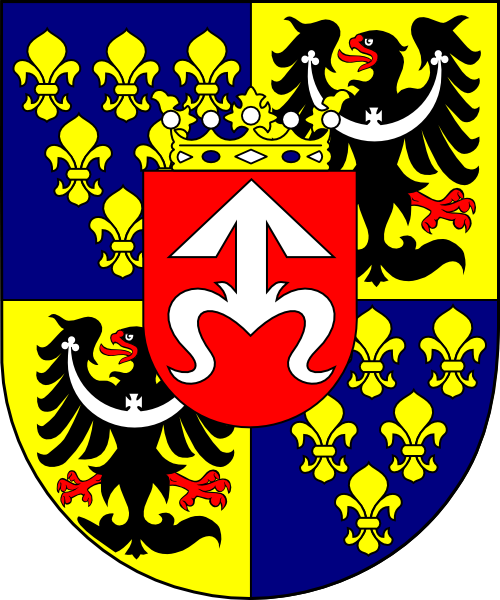
Schild von Sedlnitzkys Wappen als Fürstbischof von Breslau

Auf Wunsch der preußischen Regierung wählte das Domkapitel 1835 Leopold von Sedlnitzky einstimmig zum Bischof, obwohl seitens der Kurie starke Bedenken gegen seine Wahl bestanden, da er die Position der katholischen Aufklärung vertrat. Nachdem Papst Gregor XVI. am 11. Juli 1836 seine Zustimmung gegeben hatte, nahm am 18. September des Jahres der Gnesener Erzbischof Martin von Dunin die Bischofsweihe vor.
Schon bald nach der Weihe wurde er innerhalb der Diözese weiteren Verdächtigungen ausgesetzt. Trotzdem unternahm er Firm- und Visitationsreisen und leitete grundlegende Verwaltungsreformen in dem damals in Österreichisch-Schlesien liegenden Bistumsteil ein. Nachdem er ab 1837 im Mischehenstreit als preußischer Staatsbürger die staatliche Gesetzgebung befürwortete, nach der Kinder in einer interkonfessionellen Ehe der Konfession des Vaters angehören sollten, erfuhr er durch Papst Gregor XVI. mit Breve vom 18. Januar 1839, der ihn als „faul und schlafend“ bezeichnete, eine scharfe Zurechtweisung, in der ihm auch die Unterstützung des Hermesianismus vorgeworfen wurde. Sedlnitzky verzichtete daraufhin am 18. Juli 1840 auf sein Bischofsamt. Am 10. Oktober des Jahres nahm der Papst den Rücktritt an.

### Konfessionswechsel
Sedlnitzky wohnte nunmehr in Berlin, wo er von König Friedrich Wilhelm IV. zum Mitglied des Preußischen Staatsrates berufen sowie mit einer staatlichen Pension versorgt wurde, da er auf die Einkünfte aus seiner früheren bischöflichen Stellung verzichtet hatte. Er entfernte sich in den nächsten Jahren innerlich von der katholischen Kirche, so dass sein Übertritt zur evangelischen Konfession, der großes Aufsehen erregte, nur eine Folge dieser Entwicklung war.
Am ersten Advent (30. November) 1862 empfing er in der Marienkirche in Berlin erstmals das protestantische Abendmahl. Im gleichen Jahr stiftete er in Berlin das Paulinum, ein Wohnheim für evangelische Gymnasiasten, und 1869 das Johanneum, ein Konvikt für evangelische Theologiestudenten. Der evangelischen Kirche ist er am 12. April 1863 beigetreten. In seinem Testament bedachte er auch das Breslauer evangelische Theologenkonvikt, das Gr. Sedlnitzky'sche Johanneum für Studierende der evangelischen Theologie in der damaligen Sternstraße 38.
Nach seinem Tod wurde er seinem Wunsch entsprechend auf dem protestantischen Friedhof in Rankau im Landkreis Breslau beigesetzt.
Sein Bruder Josef war österreichischer Staatsbeamter.

## Werke
- Selbstbiographie des Grafen Leopold Sedlnitzky von Choltitz Fürstbischof von Breslau † 1871. Nach seinem Tode aus seinen Papieren herausgegeben. Hrsg. Isaak August Dorner, Wilhelm Hertz (Bessersche Buchhandlung), Berlin 1872. Digitalisat

### Sekundärliteratur
- Warum ist Graf Leopold Sedlnitzki zur evangelischen Kirche übergetreten, Breslau 1887.
- Karl Kastner: Breslauer Bischöfe, Breslau 1929.